# Casa Falcón y Quintana
La Casa Falcón y Quintana, est un bâtiment historiciste situé dans le quartier de Triana, à Las Palmas de Gran Canaria, dans les îles Canaries (Espagne). Il est un exemple d'architecture urbaine de grande valeur, une des plus singulières du dernier tiers du XIXe siècle, par son élégance, son mélange de styles, et par l'importance de ses concepteurs. Actuellement une partie du bâtiment est occupée par la Bibliothèque Insulaire.

## Source de traduction
- (es) Cet article est partiellement ou en totalité issu de l’article de Wikipédia en espagnol intitulé « Casa Falcón y Quintana » (voir la liste des auteurs).